# Атаказо
Атаказо — вулкан. Входит в вулканический комплекс Атаказо-Нинауилка (исп. Atacazo–Ninahuilca). Располагается в провинции Пичинча, Эквадор.
Атаказо — стратовулкан, высотой 4463 метров. Находится в 25 км к юго-западу от Кито. Состоит из комплекса андезитовых вулканов, возникших в эпохи позднего плейстоцена-голоцена. Вулкан окружают вулканические купола, которые сложены дацитами, в основании 6-километровой кальдеры, которая возникла в плейстоцене. Извержения носили плинианский характер. Последнее мощное плинианское извержение произошло более 2000 лет. Потоки лавы проделали 35-километровый путь в западном направлении. Склоны вулкана покрыты лесным массивом.
Некоторые города построены на почвах застывших лав, которые были результатом извержения Атаказо. Население, которое живёт возле Атаказо находится в зоне риска. В настоящий момент вулкан не проявляет какой-либо активности.